# Rama II
Rama II (titlu original Rama II) este un roman științifico-fantastic de Gentry Lee și Arthur C. Clarke prima oară publicat în 1989. Romanul prezintă întâlnirea oamenilor cu extratereștrii numiți Ramani, prima oară introduși în romanul Rendez-vous cu Rama, indirect, prin intermediul navei lor spațiale, care doar a trecut prin sistemul solar. În acest roman, o nouă navă intră în sistemul solar, fiind asemănătoare cu prima doar la formă și dimensiuni, dar prezentând un interior diferit.
Rama II este primul roman al noii serii Rama, deoarece Rendez-vous cu Rama nu este întotdeauna considerat ca făcând parte din serie. Scrisă în principal de Gentry Lee, Rama II diferă ca stil de original, cu un fir narativ mai concentrat pe personaje, ambianță și relațiile umane decât presupunerile sociale utopice ale primului roman. Seria mai cuprinde două continuări: Grădina din Rama și Război pe Rama. 

## Considerații generale
La 70 de ani după evenimentele descrise în Rendez-vous cu Rama, o a doua navă Ramană intră în sistemul nostru solar. Sosirea acesteia era așteptată și o expediție este trimisă pentru a afla mai multe dintre misterele Rama. Însă echipajul nu este pregătit nici pentru ceea ce va găsi, nici pentru conflictele care vor apărea datorită acestor descoperiri. Rama II aduce noi personaje într-o poveste nouă și, în cea mai mare parte, nu are nicio legătură cu originalul, servind mai mult pentru a configura propria continuare.
Spre deosebire de Rendez-vous cu Rama, care prezintă un viitor utopic și se concentrează aproape în întregime pe elementele genului științifico-fantastic tare, prezentând minunile științifice ale navei spațiale extraterestre, Rama II și continuările sale de-construiesc viziunea lui Clarke privind existența coloniilor umane în întreg sistemul solar datorită unei crize economice globale, care duce la dezactivarea lor aproape totală. Este o povestire foarte diferită, care aduce în prim plan problemele contemporane cum ar fi avortul, rasismul, abuzul de droguri și crima organizată.

## Intriga
A doua întâlnire cu Rama nu începe sub auspicii foarte bune. Cu o zi înaintea primei incursiuni în cilindrul gigantic, comandantul misiunii - Valeri Borzov - suferă o criză de apendicită. În timpul operației Rama efectuează câteva manevre care zguduie nava pământeană Newton, provocând un accident care duce la moartea lui Borzov. Comanda este împărțită între David Brown și Otto Heilmann, iar misiunea continuă conform orarelor stabilite.
La prima vedere, Rama II pare similară cu primă atât ca structură, cât și în ceea ce privește bioții care mișună pe suprafața Câmpiei Centrale. Încercând să studieze îndeaproape acești bioți, jurnaliștii Francesca Sabatini și Reggie Wilson sunt implicați într-un accident care duce la decesul celui din urmă. Suspectând tot mai mult comportamentul jurnalistei, doctorița Nicole des Jardins studiază detaliile necunoscute ale biografiei acesteia și află că femeia, împreună cu Brown, Heilmann și Tabori fac jocul unui trust multinațional, ceea ce le va aduce sume considerabile de bani. Astfel, Francesca Sabatini devine principalul suspect în decesul lui Borzov, iar Nicole îi cere ajutorul lui Richard Wakefield în soluționarea problemei.
Între timp, Rama II începe să se comporte tot mai diferit de predecesoarea sa, susținând ipoteza lui Shigeru Takagishi. Japonezul descoperă că principalele anomalii par a proveni din zona orașului New York - structura care se ridică pe insula din mijlocul Oceanului Cilindric. Expediția neautorizată pe care o face în această regiune se soldează cu dispariția sa.
Cele trei evenimente regretabile - două decese și o dispariție - și manevrele efectuate de Rama pentru a ajunge pe orbita terestră îi conving pe oamenii de pe Pământ că nava extraterestră este ostilă. Se ordonă evacuarea sa și amplasarea la bord a unor dispozitive nucleare menite să distrugă gigantica structură. Înainte de evacuare, Nicole des Jardins și Francesca Sabatini pornesc într-o expediție de căutare a lui Shigeru Takagishi în care cele două femei dau cărțile pe față. Doctoriței i se confirmă că grupul celor patru dorise îndepărtarea lui Valeri Borzov, care periclita îndeplinirea obiectivelor primite de ei, dar că Francesca Sabatini încercase doar să-l incapaciteze, decesul fiind un accident. Totuși, când Nicole des Jardins cade într-un puț din care nu mai poate ieși singură, Francesca Sabatini alege să o părăsească acolo, astfel încât doctorița să nu poată informa restul lumii despre afacerea din care face parte.
Nicole des Jardins este ajutată să supraviețuiască și să scape din puț de către o specie de aviare - primele ființe non-biotice de la bordul lui Rama. Curând i se alătură și Richard Wakefield, plecat în căutarea ei și cei doi pornesc spre locul de andocare a lui Newton, sperând că nu vor ajunge prea târziu. Într-adevăr, nava nu a plecat, deoarece unul dintre cei responsabili cu armarea focoaselor nucleare, Michael O'Toole, este chinuit de procese de conștiință de ordin religios cu privire la această acțiune distructivă. El este abandonat de restul echipajului, iar împotriva Ramei sunt trimise navete având la bord alte focoase nucleare. Întâlnindu-se cu Richard și Nicole, Michael înțelege că a făcut alegera corectă refuzând amorsarea focoaselor de la bordul navei. Cei trei iau legătura cu entitățile care conduc Rama și le avertizează despre atacul iminent al pământenilor. Rama se apără de focoasele nucleare și-și schimbă traiectoria spre stele, purtându-i la bordul său pe cei trei oameni.

### Capitolele cărții
| - 1 - Rama se întoarce - 2 - Teste și antrenamente - 3 - Conferința echipajului - 4 - Marele Haos - 5 - După crah - 6 - Signora Sabatini - 7 - Relații cu publicul - 8 - Biometrie - 9 - Neregularitate diastolică - 10 - Astronautul și Papa - 11 - Sfântul Michael din Siena - 12 - Ramani și romani - 13 - La Mulți Ani! - 14 - La revedere, Henry - 15 - Întâlnire - 16 - Rama, Rama care arzi - 17 - Moartea unui soldat - 18 - Post-mortem - 19 - Ritual de trecere - 20 - Somn binecuvântat - 21 - Cubul Pandorei | - 22 - Zori de zi - 23 - Căderea nopții - 24 - Sunete în întuneric - 25 - Un prieten la nevoie - 26 - A doua incursiune - 27 - Cum să prinzi un biot - 28 - Extrapolare - 29 - Vânătparea - 30 - Post-mortem II - 31 - Fenomenul din Orvieto - 32 - Explorator în New York - 33 - Persoană dispărută - 34 - Însoțitori neobișnuiți - 35 - În puț - 36 - Traiectorie de impact - 37 - Naufragiată - 38 - Oaspeții - 39 - Apa înțelepciunii - 40 - Invitație extraterestră - 41 - Un prieten adevărat - 42 - Doi exploratori | - 44 - Psihologie exobiologică - 44 - O altă vizuină - 45 - Nikki - 46 - Calitatea numită curaj - 47 - Matrice progresive - 48 - Bun venit, pământeni - 49 - Interacțiune - 50 - Speranțe reînnoite - 51 - Plan de evadare - 52 - Zborul 302 - 53 - Planul Trinity - 54 - O dată erou - 55 - Vocea Sfântului Michael - 56 - O rugăciune ascultată - 57 - Al treilea nu-i de prisos - 58 - Fără ieșire - 59 - Visul destinului - 60 - Întoarcerea în Rama - 61 - Navă în pericol - 62 - Ultima oră |

## Lista personajelor
Echipajul de pe nava Newton:
- Nicole des Jardins - medic și ofițer biolog, fostă atletă de performanță, tatăl ei este un scriitor francez de succes, iar mama este originară din tribul african Senoufo; are o fată, Genevieve, dintr-o relație secretă cu prințul moștenitor al Marii Britanii
- Richard Wakefield - astronom și inginer electronist cu o inteligență ieșită din comun, pasionat de realizarea mini-roboților care să imite personajele din opera lui Shakespeare
- Francesca Sabatini - jurnalistă italiană cu o fire rebelă, lipsită de scrupule când e vorba să-și atingă scopurile, provoacă involuntar moartea lui Borzov și a lui Wilson și o abandonează pe Nicole pe Rama
- Dr. David Brown - unul dintre specialiștii în ceea ce privește Rama, adeptul teoriei că Rama și Rama II sunt identice, preia conducerea misiunii după moartea lui Borzov
- Shigeru Takagishi - savant japonez pluridisciplinar considerat autoritatea mondială în ceea ce privește Rama, autorul Atlasului Rama, este adept al teorie că vehiculele Rama diferă între ele, decedat pe Rama în urma unui infarct
- Janos Tabori - astronaut rus de origine maghiară, este implicat în moartea lui Borzov
- Valeri Borzov - comandantul rus al misiunii, suferă o criză înainte de intrarea în Rama și moare în timpul operației, este unul dintre cei trei care dețin codurile de securitate necesare armării focoaselor nucleare de la bordul lui Rama
- Michael O'Toole - general american de aviație, catolic practicant, este unul dintre cei trei care dețin codurile de securitate necesare armării focoaselor nucleare de la bordul lui Rama
- Irina Turgeniev - pilot rus
- Hiro Yamanaka - pilot japonez
- Reggie Wilson - ziarist american, moare în timpul unui accident pe Rama încercând să-i salveze viața Francescăi Sabatini
- Otto Heilmann - amiral european care preia conducerea misiunii împreună cu Brown după decesul lui Borzov, este unul dintre cei trei care dețin codurile de securitate necesare armării focoaselor nucleare de la bordul lui Rama

## Opinii critice
După succesul cunoscut de romanul precedent, continuarea realizată de Clarke împreună cu Gentry Lee n-a avut parte de acceași primire. SF Reviews.net consideră că „per total este o carte bună care putea fi excelentă dacă ar fi rămas la abordarea predecesoarei sale în loc să se inspire din formatul bestsellerelor”. La rândul său, Ossus Library apreciază faptul că „personajele sunt mai complexe în această carte decât în precedenta” dar caracterizează romanul ca având o scriitură slabă, premise false și „prea multe descrieri în termeni tehnici matematici”.
SF2 Concatenation este mult mai dur, caracterizând Rama II ca „o dezamăgire”, dar îi acordă clemență prin faptul că „luat de sine stătător, dacă n-ar fi existat un original, e un SF rezonabil”.
Pe de altă parte, SFF World.com laudă romanul ca fiind „o comoară absolută” și avertizează cititorii: „Dacă vă aflați în căutarea unui Sf care pune accentul mai mult pe știință decât pe poveste, n-ați nimerit cartea. Dacă vreți o poveste bine construită cu un fundal științific de calitate, "Rama II" este perfectă”

## Traduceri în limba română
- 1995 - Rama II (2 vol.), ed. Multistar, colecția "Dimensiuni" nr. 10, traducere Florin Mircea Tudor, 538 pag., ISBN 973-9136-13-3 și 973-9136-14-1
- 2002 - Rama II, ed. Lucman, colecția SF nr. 17, traducere Florin Mircea Tudor, 528 pag., ISBN 973-8372-08-9